# ادوارد اوبراین (ورزشکار)
ادوارد اوبراین (انگلیسی: Edward O'Brien; ۱۲ سپتامبر ۱۹۱۴ – ۱۵ سپتامبر ۱۹۷۶) ورزشکار دو و میدانی اهل ایالات متحده آمریکا بود.